# Peek-a-boo (Band)
Peek-a-boo war eine deutsche Musikgruppe aus Niedersachsen.
Der Gruppe wird die Stilrichtung Pop-Rock und im Speziellen dem Gitarrenpop zugerechnet. Der Name Peek-a-boo ist eine Anlehnung an das gleichnamige Spiel für Kleinkinder.

## Geschichte
Gegründet wurde die Gruppe von Henning Haar (Gesang/Akkordeon), Peter Jordan (Gitarre), Martin Ruoff (Gitarre), Carsten Lange, gen. Mini (Bass) und Christian Prescher (Schlagzeug). 1998 verließ Mini die Band und wurde durch André Schütz ersetzt.
Sie veröffentlichten 1996 die Single Red. Im Jahre 1998 folgte dann die Veröffentlichung ihres Debüt-Albums My little circus, aus dem die Single Daniel ausgekoppelt wurde. Die Produzenten dieses Albums waren Rainer Holst und Klaus-Peter Matziol (Eloy) des Staccattostudios aus Hannover.
Die einprägsame Stimme Henning Haars war ein herausstechendes Merkmal des Sounds der Band, so auch beispielsweise auf Daniel zu hören.
Die Band verstand sich in erster Linie als Liveband und trat u. a. als Vorband für Gruppen, wie Runrig, Deep Blue Something, David Bowie, Pur, Joe Cocker und Die Toten Hosen, auf.
Peter Jordan spielt momentan bei Running Wild. Christian Prescher spielt momentan u. a. bei Meike Köster und Audiojet. Mini spielt aktuell bei Hype und ebenfalls bei Audiojet.

## Diskografie
- 1996: Red (Single)
- 1998: My Little Circus (Album)